# Icterus jamacaii
Icterus jamacaii е вид птица от семейство Трупиалови (Icteridae).

## Разпространение
Видът е разпространен в Бразилия.